# Гренхенберг
Гренхенберг — гора в горном массиве Юра, расположенная на границе швейцарских кантонов Берн и Золотурн. Гора названа в честь города Гренхен.